# 大矢恭好
大矢 恭好（おおや やすよし、1962年（昭和37年）4月19日 - ）は、日本の銀行家。コンコルディア・フィナンシャルグループ代表取締役社長、横浜銀行代表取締役頭取、全国地方銀行協会会長、全国銀行協会副会長。

## 経歴・人物
神奈川県出身。1985年に一橋大学商学部を卒業し、横浜銀行に入行。事務統括部長やリスク統括部長、経営企画部長、執行役員などを歴任したのちに、2012年には取締役となる。2015年には代表取締役常務へ昇進した。
2016年に横浜銀行と東日本銀行との経営統合で両行の親会社としてコンコルディア・フィナンシャルグループが設立されると、横浜銀行の代表取締役を降りて取締役に就任する代わりに、元横浜銀行頭取の寺澤辰麿や当時の東日本銀行頭取の石井道遠とともに、コンコルディア・フィナンシャルグループの代表取締役に就任している。
2018年、寺澤と石井の退任となるが、後任のコンコルディア・フィナンシャルグループ代表取締役社長には大矢でなく、川村健一が就任した。大矢はコンコルディア・フィナンシャルグループの代表を降りて取締役に就任する代わりに川村の後任として横浜銀行の代表取締役頭取に就任した。2019年全国銀行協会副会長、全国地方銀行協会副会長。2020年コンコルディア・フィナンシャルグループ代表取締役社長、全国地方銀行協会会長。2022年体調不良のため退任。